# Tempelj Ranganathašvami, Srirangam
Tempelj Sri Ranganathašvami je hindujski tempelj, posvečen Ranganathi (oblika Višnuja), v Srirangamu, Tiručirapali, Tamil Nadu, Indija. Tempelj, zgrajen v dravidskem arhitekturnem slogu, poveličuje Alvare v svojem Nalajira Divja Prabhandam in ima edinstveno razliko, da je najpomembnejši med 108 Divja Desam, posvečenih bogu Višnuju.
To je najslavnejši vaišnavski tempelj v južni Indiji, bogat z legendami in zgodovino. Poleg starodavne tekstovne zgodovine se arheološki dokazi, kot so napisi, nanašajo na ta tempelj in ti kamniti napisi so od poznega 100 pr. n. št. do 100 n. št. Zato »je eden najstarejših ohranjenih aktivnih tempeljskih kompleksov v južni Indiji«. Božanstvo je omenjeno v velikem sanskrtskem epu Ramajana, ki je datiran okoli 800 do 400 pr. n. št., kar prav tako potisne obstoj božanstva v isto dobo, kar kaže, da je tempelj minimalno star 2500 do 3000 let arheološko in tradicionalno 30 lakh let.  Tempelj je igral pomembno vlogo v zgodovini vaišnavizma, začenši s kariero Ramanuje in njegovih predhodnikov Nathamunija in Jamunačarye v Srirangamu v 11. stoletju. Njegova lokacija, na otoku med rekama Kollidam in Kaveri, ga je naredila ranljivega za poplave in divjanje invazijskih vojsk, ki so mesto večkrat zavzele za vojaško taborišče. Tempelj je izropala in uničila vojska Delhijskega sultanata v obsežnem plenilskem napadu na različna mesta kraljestva Pandjan v začetku 14. stoletja. Tempelj je bil ponovno zgrajen v poznem 14. stoletju, mesto je bilo utrjeno in razširjeno s številnimi več gopurami v 16. in 17. stoletju. Bilo je eno od središč zgodnjega gibanja Bhakti s tradicijo predanega petja in plesa, vendar se je ta tradicija ustavila v 14. stoletju in je bila v omejenem obsegu ponovno oživljena veliko pozneje.
Tempelj zavzema površino 63 ha z 81 svetišči, 21 stolpi, 39 paviljoni in številnimi rezervoarji za vodo, integriranimi v kompleks, zaradi česar je največji delujoči hindujski tempelj na svetu. Tempeljsko mesto je pomembno arheološko in epigrafsko najdišče, ki ponuja zgodovinsko okno v zgodnjo in srednjeveško južnoindijsko družbo in kulturo. Številni napisi nakazujejo, da ta hindujski tempelj ni služil le kot duhovno središče, temveč tudi kot velika gospodarska in dobrodelna ustanova, ki je upravljala izobraževalne in bolnišnične ustanove, vodila brezplačno kuhinjo ter financirala regionalne infrastrukturne projekte iz prejetih daril in donacij.
Nekatere od teh struktur so bile skozi stoletja prenovljene, razširjene in ponovno zgrajene kot živi tempelj. Najnovejši dodatek je zunanji stolp, ki je visok približno 73 metrov, dokončan leta 1987. Tempelj Srirangam je pogosto naveden kot eden največjih delujočih hindujskih templjev na svetu, še večji Angkor Vat pa je največji obstoječi tempelj. Tempelj je aktivna hindujska hiša čaščenja in sledi tenkalajski tradiciji šri vaišnavizma. Letni 21-dnevni festival, ki poteka v tamilskem mesecu Margali (december–januar), privabi 1 milijon obiskovalcev. Tempeljski kompleks je bil imenovan na Unescov poskusni seznam. Leta 2017 je tempelj prejel Unescovo nagrado za zasluge Asia Pacific Award of Merit 2017 za ohranjanje kulturne dediščine, s čimer je postal prvi tempelj v Tamil Naduju, ki je prejel nagrado Unesca.

## Lokacija
Tempelj Ranganathašvamiv Srirangamu, znan tudi kot Perijakovil (Veliki tempelj), Bholoka Vaikuntam v Srirangam Tirupati, je približno 12 kilometrov severno od mesta Tiručirapali, približno 325 kilometrov  jugozahodno od Čenaja. Mesto je dnevno povezano z drugimi večjimi mesti z omrežjem indijskih železnic, avtobusnih storitev Tamil Nadu in cesto 38. Lokacija je blizu mednarodnega letališča Tiručirapali (IATA: TRZ).
Mesto templja je na velikem otoku, ki ga omejujeta reki Kaveri in Kolidam. Je v tlorisu ogromno kot tempeljsko mesto z zasnovo Sapta-Prakaram, kjer so svetišče, gopure, storitve in bivalni prostor postavljeni v sedmih koncentrično ograjenih prostorih. Obzidje obzidja je bilo dodano po srednjeveških stoletjih, ko so bili priča njegovi invaziji in uničenju. Tempeljski spomeniki so znotraj notranjih petih ograjenih kompleksov prostorov, z bivalnim prostorom in infrastrukturo v zunanjih dveh ograjenih prostorih. Številne gopure povezujejo ograde Sapta-Prakaram, kar romarjem in obiskovalcem omogoča, da pridejo do svetišča iz različnih smeri. Mesto vključuje dva glavna templja, enega za Višnuja kot Ranganato in drugega za Šivo kot Džambukešvaro. Na otoku je nekaj jamskih templjev, starejših od obeh.

## Zgodovina

### Legenda o templju
Tempelj in njegova umetniška dela so predmet številnih različnih tamilskih legend, zajetih v regionalnih puranskih besedilih. Sriranga Mahathmijam je na primer ena od zbirk tempeljske mitologije o njegovem izvoru. Po njem je Brahma med Samudra Manthano (razburkanjem kozmičnega oceana) izvajal askezo in Srirangam Vimanam se je pojavil kot rezultat. Dolga leta je ostal v Satjaloki, v Ajodhjo ga je prinesel kralj Ikšvaku. Potem ko je Rama, Višnujev avatar, ubil zlobnega demona Ravano, ga je dal kralju Vibhišani, ki je želel biti z Ramo. Ko je Vibhišana šel skozi Tiruči na poti v Šrilanko, kjer je postal kralj, se Srirangam Vimanam ni hotel premakniti z otoka. Zato ga je dal lokalnemu kralju, imenovanemu Dharmavarma, če je kralj posvetil Vimanam, da bo za vedno obrnjen proti južni kardinalni smeri, in blagoslovil njega in Lanko. Zato je božanstvo (v ležečem položaju) obrnjeno proti jugu, njegovo telo pa je poravnano na os vzhod-zahod.
Po drugi legendi so Sanaka, štirje otroški modreci, prišli na daršano Ranganatha v Srirangam. Ustavila sta jih Džaja in Vidžaya, varuha Vaikunthe. Kljub prigovarjanjem jim je bil vstop zavrnjen. V jezi so vsi štirje v en glas preklinjali skrbnike in odšli. Varuhi so pristopili k Višnuju in mu povedali o prekletstvu. Ranganatha je rekel, da ne bo mogel povrniti prekletstva, in jim dal dve možnosti: roditi se kot demoni, ki nasprotujejo Višnuju v treh rojstvih, ali kot dobri ljudje v naslednjih sedmih rojstvih. V želji, da bi se vrnili k Gospodu, so skrbniki sprejeli, da so demoni, in verjamejo, da so prevzeli obliko Hiranjakše in Hiranjakasipuja; Rajana in Kumbhakarna in Sisupala in Dantavakra. Višnu je prevzel štiri avatarje – Varaha, Narasimha, Rama oziroma Krišna – da ubijejo demone v vsakem od teh rojstev.

#### VMahabharati
Mahabharata pravi, da je Ardžuna po poroki z Ulupi (naga princeso) odšel v različna romarska središča na jugu. Ardžuna naj bi obiskal ta tempelj in ponudil molitve Ranganathi. V templju je mandapa, imenovan Ardžuna mandapa.

### Zgodovina poRamajani
Glavno božanstvo templja je omenjeno v različni sanskrtski literaturi in epih, kot so Ramajana, Mahabharata, Padma Purana, Brahmanda Purana in Garuda Puranam. Obstajajo omembe celo v tamilski literaturi dobe Sangam (500 pr. n. št. do 300 n. št.), omembe so v številnih knjigah, kot so Akanaṉūṟu, Purananuru, Paripāṭal in Silapadikaram. Primer:- Silapadikaram (knjiga 11, vrstice 35–40)
Tempelj je prvi zgradil vladar Čola, Dharmavarma. Poplava reke Kaveri je uničila tempelj vimanam, kasneje pa je zgodnji kralj Čolov Kilivalavan obnovil tempeljski kompleks, kot je danes. Poleg starodavne tekstovne zgodovine se arheološki dokazi, kot so napisi, nanašajo na ta tempelj in ti kamniti napisi so od poznega 100 pr. n. št. do 100 n. št.. Obstaja veliko mandap, ki so bile zgrajene v bližini glavnega svetišča, ki sega okoli leta 100 do 300 n. št. in jih je zgradil Uraijur Čola. Kasneje so v templju dodali strukture in napise, ki pripadajo dinastijam Čola, Pandja, Hojsala, Marata in Vidžajanagara, ki so vladale regiji. Ti napisi segajo med 7. in 17. stoletjem.

### Šri vaišnavizem
Epigrafski dokazi kažejo, da so te hindujske dinastije - Čolas, Pandja, Hojsala, Gadžapatis, Najaks, Vidžajanagara - pomagale pri obnovi, prenovi in podpirale tradicionalne običaje. Nekateri omenjajo znatna darila templju. Kralj Čola je na primer podaril templju kavč z zlato kačo. Nekateri zgodovinarji identificirajo tega kralja z Radžamahendro Čolo. Tempelj je bil priča in je igral ključno vlogo v zgodnji zgodovini šri vaišnavizma, zlasti v stoletjih, ki so sledila velikemu hindujskemu filozofu Ramanuju (1017–1137 n. š.) in njegovima predhodnikoma Nathamuniju in Jamunačarji. Bil je priča razpravi med dvaita (dualistično) in advaita (nedualistično) podtradicijo znotraj vaišnavizma. Stoletja pozneje je bilo to ključno mesto v razpravah in nesoglasjih med severnotamilsko in južnotamilsko tradicijo, imenovano tudi Vadakalai in Tenkalai. Zgodnji vladarji, kot so Palave, Čole in Pandja, so ga podpirali kot središče gibanja Bhakti z predano pevsko in plesno tradicijo, vendar se je ta tradicija ustavila v 14. stoletju in je bila v omejenem obsegu ponovno oživljena veliko pozneje.

## Arhitektura
Tempelj je obdan s sedmimi koncentričnimi ograjenimi prostori z dvorišči (imenovanimi prakarama ali mathil suvar). Vsaka plast ima zidove in gopure, ki so bili zgrajeni ali utrjeni v 16. stoletju in po njem. Te stene skupaj merijo 9934 m. Tempelj ima 17 večjih gopur (skupaj 21 stolpov), 39 paviljonov, 50 svetišč, 9 bazenov s sveto vodo, Ajiram kal mandapam (dvorana s 1000 stebri) in več majhnih vodnih teles v notranjosti.
Tempelj je poravnan na osi sever-jug in vzhod-zahod, na otoku, ki ga obdaja reka Kaveri. Reka je že dolgo veljala za sveto in so jo imenovali Daksina Ganga ali 'Južni Ganges'. Zunanja dva prakarama (zunanje dvorišče) sta stanovanjska in tržnica s trgovinami, restavracijami in cvetličnimi stojnicami. Pet notranjih dvorišč ima svetišča Višnuja in njegovih različnih avatarjev, kot sta Rama in Krišna. Glavna svetišča so poleg tega posvečena boginji Lakšmi in številnim svetnikom vaišnavizma. Zlasti ta svetišča praznujejo in se spominjajo tamilskih pesnikov-svetnikov in filozofov, imenovanih Alvari, kot tudi hindujskih filozofov, kot sta Ramanuja in Manavala Mamunigal iz tradicije šri vaišnavizma.
Kljub gradnji različnih mandap in gopur v razponu mnogih stoletij je arhitektura templja Ranganathašvami ena boljših ilustracij planometrične geometrije hindujskega templja na besedila oblikovanja agame v tamilski tradiciji. Po besedah Georgea Michella, profesorja in umetnostnega zgodovinarja indijske arhitekture, imata regulacijska geometrija in načrt mesta Srirangam »ritualno razsežnost, saj so vse arhitekturne komponente, zlasti osrednje gopure in najpomembnejša stebrišča ter mandape, razporejene vzdolž osi, ki jih narekujejo kardinalne smeri«. Ta poravnava združuje poti, ki jim sledijo bhakte, ko potujejo v najbolj notranje svetišče.

### Svetišča
Tempeljski kompleks vključuje več kot 50 svetišč. Ta so posvečene Višnuju, Lakšmi ter različnim vaišnavskim učenjakom in pesnikom. Svetišča Višnuja ga prikazujejo v njegovih različnih avatarjih, pa tudi v njegovi ikonografiji. Na primer, svetišča templja Sri Ranganathašcami vključujejo Čakaratalvar, Narasimha, Rama, Hajagriva in Gopala Krišna.
Svetišče Čakratalvar je na vzhodu, obrnjeno na južno stran Akalanke. Svetišču se približamo skozi Mukamandapo (šest vrst stebrov), zgrajeno med obdobjem Čola, in Mahamandapo s šestimi vrstami osmih stebrov, zgrajeno v obdobju imperija Vidžajanagar. Okoli svetišča je obkrožen prehod. Podoba Čakratalvarja je izklesana z Narasimho na zadnji strani in jo je mogoče videti iz prehoda okoli svetišča. Svetišče Venugopala, eno najbolj dovršeno izrezljanih, je v jugozahodnem kotu četrtega ograjenega prostora templja, po napisu iz leta 1674 pa ga je ponovno zgradil Čokanatha Najak.
Glavno svetišče za Ranganatho je na najbolj notranjem dvorišču. Svetišče ima zlato vimano (kronski stolp nad svetiščem). Oblikovan je kot tamilska omkara (simbol om), prikazuje antropomorfnega Paravasudevo na zatrepu, na njem je tudi jedkani Ramanuja in je prevlečen z zlatom. V notranjosti je mogoče videti 6-metrsko zgradbo Ranganathe, ki leži na Adiseši, zviti kači. Adiseša ima pet kapuc in je zvit v tri kroge in pol. Višnujeva glava počiva na majhni valjasti blazini, desna dlan, obrnjena navzgor, pa počiva ob glavi. Obesek, ki vsebuje Lakšmijino podobo, je postavljen na Ranganathino prsi. Ranganathova krona, roke in stopala so prevlečeni z zlatom. Niti Sridevi (boginja Lakšmi) niti Bhudevi (boginja Zemlja) nista upodobljeni ob njegovih nogah, kot je to na slikah iz poznega srednjega veka. Tudi svetišče ne prikazuje Brahme, ki bi izhajal iz svojega popka ali bil povezan z njim. Vendar pa podobe procesije Sridevi, Bhudevi in Ranganathar, sicer znane kot Azhagijamanavalan in Namperumal, prebivajo v svetišču na različnih mestih, da jim olajšajo daršano (ogled). Drugi medeninasti Višnujev idol je viden ob nogah glavnega kamnitega idola. Ta idol je bil začasni idol, uporabljen med muslimansko invazijo, ko je bil prvotni idol ukraden. Tako izvirne kot improvizirane idole častijo in prinesejo ven v procesijah na veličasten način med slovesnostmi Serthi Seva in Tirumandžanam. Edini vir osvetlitve sta dve luči za ghee, ena visi s stropa in druga na tleh, obe sta nameščeni blizu nog Ranganathe.
V svetišče je mogoče vstopiti skozi južna vrata, proti katerim je obrnjen ležeči Višnu. Vrata, ko vstopimo iz mukhamandapama, imenovanega tudi Gajatri mandapa, obdajata Džaja in Vidžaja, varuha Vaikunthe. Svetišče je okroglo, čeprav je vimana zgoraj ovalna projekcija. Obhodna pot (pradakšina-patha) je postavljena v kvadrat, da potuje v smeri urinega kazalca. To garbhagriho obdaja dvignjen kvadrat Tiruvunali, ki obkroža stebre in še en notranji kvadrat. Ko obiskovalec zaključi obhod okoli počivajočega Višnuja, vidi štiri dodatne slike. Na zahodni steni znotraj jedrnega svetišča je Ganeša (sin Šive in Parvati, šivaizem), na severozahodnem vogalu je Joga-Ananta (Višnu, ki sedi v jogijski asani na Seši, vaišnavizem), na severovzhodni strani je Joga-Narasimha (Narasimha sedi v joga asani, vaišnavizem), na vzhodni steni pa je Durga (vidik Parvati, šaktizem), ki velja za Višnujevo sestro. Na vzhodni steni so izrezljani odtisi in obutev Ranganathe, ki jih je mogoče videti skozi majhno stekleno ploščo na južni steni poleg vrat v svetišče.
Zunanjost vimane in priložene mandape (dvorana) imata zapleteno izrezljane pilastre z nažlebljenimi stebli, dvojnimi kapiteli in visečimi lotosovimi konzolami. Skulpture so nameščene v nišah treh stranic sten svetišča; dekleta okrepijo vmesne stene. Višina je prekinjena s sekundarnim nizom pilastrov, ki podpirajo plitve napušče na različnih ravneh, da zaprejo večje in manjše vdolbine. Svetišče je na tradicionalen način okronano s polkroglim stropom. Dvojno zakrivljeni napušč vhodnega verande na vzhodni strani je skrit v poznejši stebrni dvorani. Dhanvantari, veliki zdravnik hindujskih mitov, velja za Višnujev avatar – v templju je ločeno svetišče Dhanvantarija.
Svetišče Ranganathove žene, Ranganajaki (Lakšmi), je v drugem predelu templja z 2 glavnima idoloma (mola mortis) in 1 idolom procesije (utsava murti). Med festivalskimi procesijami Ranganajaki ne obišče Ranganathe, ampak on obišče njo. Ranganatha, ki obišče Ranganajaki in je z njo, se imenuje Saerthi med Panguni Uthiram. V svetišču so tri slike Ranganajakija.
V vaišnavski tradiciji obstajajo ločena svetišča za glavne svetnike, vključno z Ramanujo.

### Mandape (dvorane)
Tempelj Ranganathašvami ima veliko mandap:
- Mandapa s tisoč stebri je gledališču podobna zgradba iz granita. Zgrajena je bila v obdobju vladavine Vidžajanagara. Ima osrednjo široko ladjo s sedmimi stranskimi ladjami na vsaki strani s stebri, postavljenimi v kvadratnem vzorcu.
- Sešaraja mandapa je zapleteno izrezljana dvorana, zgrajena v obdobju vladavine Najaka. Najdemo jo na vzhodni strani četrtega dvorišča prakaram. Na severni strani te skupne dvorane je 40 skakajočih živali z jezdeci na hrbtu, vse pa so izklesane iz monolitnih stebrov.
- Garuda mandapa je dobila ime po vahani (vozilu) Višnuja, imenovanem Garuda. Je na južni strani tretjega dvorišča prakaram. Tudi to je datirano v obdobje Najakove vladavine. Znotraj skupnostne dvorane, na njenih stebrih, so portretne skulpture. Na sredini je prostostoječa sedeča figura Garude, ki jo prepoznamo po orlovi glavi, perutih in njem, obrnjenem proti Višnujevemu svetišču.
- Kili mandapa najdemo znotraj najbolj notranjega (prvega) dvorišča prakaram. Je poleg svetišča Ranganatha. Tu se vzdolž stopnic, ki vodijo v zbirno dvorano, vrstijo hodeče slonove ograje. To je datirano na hindujske vladarje iz 17. stoletja. Dvorana in strukturni elementi so izrezljani z živalmi, v njenem središču pa je dvignjena kvadratna ploščad s štirimi izrezljanimi stebri.
- Ranga Vilasa mandapa je ena od večjih skupnostnih dvoran, zasnovanih za velike prostore med stebri za romarske skupine in družine, kjer sedijo in počivajo. Prekrita je s freskami iz hindujske mitologije in pripovedmi iz Ramajane.

Dvorana 1000 stebrov je lep primer načrtovane gledališke strukture, nasproti nje pa je Seša Mandapa. Dvorana s 1000 stebri iz granita je bila zgrajena v obdobju Vidžajanagara (1336–1565) na mestu starega templja. Najbolj umetniška dvorana, ki so jo Najaki dodali kompleksu, je Seša Mandapa na vzhodni strani četrtega ograjenega prostora. Dvorana je znana zaradi skakajočih živali, izklesanih na slopih na severnem koncu. Stebri so sestavljeni iz skulptur divje vzpenjajočih se konjev, ki nosijo jezdece na hrbtu in teptajo s svojimi kopiti po glavah divjih tigrov, zdijo se povsem naravni in skladni v tako čudnem okolju. Veliko dvorano prečka ena široka ladja v središču po vsej njeni večji dolžini in sekajo transepti enakih dimenzij, ki potekajo navzkrižno pod pravim kotom. Še vedno ostaja sedem stranskih ladij na vsaki strani, v katerih so vsi stebri enako razmaknjeni. Garuda Mandapa (dvorana legendarnega ptičjega božanstva Višnuja, Garuda), ki je na južni strani tretjega ograjenega prostora, je še en Najakov dodatek. Dvorne portretne skulpture, ponovno uporabljene iz prejšnje strukture, so pritrjene na stebre, ki obdajajo osrednji prehod. Prostostoječe svetišče v dvorani vsebuje veliko sedečo figuro Garude; bog z glavo orla je obrnjen proti severu proti glavnemu svetišču. 
Kili mandapa (Dvorana papig) je nahaja poleg svetišča Ranganatha, v prvem ograjenem prostoru templja. Ograje v obliki slonov obkrožajo dostopne stopnice, ki se vzpenjajo do prostornega odprtega prostora. To je omejeno z okrašenimi slopi z gojenimi živalmi in pritrjenimi koloneti v najboljši maniri 17. stoletja. Štirje stebri na sredini določajo dvignjen podij; njihova stebla so okrašena z valovitimi stebli.
- Vaišnavski bhakta v drži namaste
- Dvorana s tisoč stebri
- Mandapa
- Garuda mandapa

### Gopure
Obstaja 21 gopur (stolpnih prehodov), med katerimi je Radžagopuram (svetišče glavnega prehoda) najvišji tempeljski stolp v Aziji. 13-nadstropna Radžagopura je imela bazo, ki je bila zgrajena okoli leta 1500 našega štetja in jo je kasneje leta 1987 dokončal Ahobhila Matha, zgodovinski šrivaišnavski hindujski samostan. Ta stolp obvladuje pokrajino kilometre naokoli, medtem ko je bilo preostalih 20 gopur zgrajenih med 12. in zgodnjim 17. stoletjem. Gopure imajo izrazite izbokline na sredini dolgih stranic, običajno z odprtinami na vsaki od zaporednih ravni. Vellai gopura (beli stolp) na vzhodni strani četrtega ograjenega prostora ima strmo piramidasto nadgradnjo, ki doseže višino skoraj 44 metrov. Struktura Radžagopure je ostala nepopolna več kot 400 let. Gradnja se je začela med vladavino Ačjuta Deva Raja imperija Vidžajanagara, gradnja pa se je ustavila po padcu imperija v poznem 16. stoletju in vojnah, ki so sledile. Radžagopura (glavna gopura) ni dosegla trenutne višine 73 metrov do leta 1987, ko je 44. Džijar (ačarja, glavni kancler) Ahobila Matha začel zbirati donacije za njegovo dokončanje. Celoten objekt je bil zgrajen v osmih letih. Radžagopura je bila posvečena 25. marca 1987. Dolžina in širina na dnu Radžagopure je 50,6 in 29,6 m, medtem ko je dolžina in širina na vrhu 29,9 in 9,8 m. 13 bleščečih bakrenih kalašam na vrhu stolpa tehta 135 kg, vsaka je visoka 3,12 m s premerom posode 1,56 m. Vse gopure, kjer popravljena in prebarvana med Mahasamprokšanamom, ki se je zgodila leta 2015 po 28 letih dejansko obstaja 24 gopur, ki označujejo Gajatri Mantro, posvečeno antharjami boga Sonca, in 7 prakar, ki označujejo 7 svetov okoli Maha Višnuja, vrhovnega boga, ki Ustvari, ohrani in uniči 7 svetov.
- 13-nadstropna gopura (Radžagopura), glavna gopura na ulici, ki vodi do templja
- 9-nadstropna gopura, splošno znana kot Velai Gopura
- 8-nadstropna gopura, ki jo je zgradil imperij Vidžaanagara
- 7-nadstropna Ranga Ranga Gopura
- 3-nadstropna gopura

### Napisi in freske
Mesto templja Ranganathašvami ima več kot 800 napisov, od katerih jih je skoraj 640 na stenah templjev in spomenikih. Mnogi od teh so darila in donacije vladarjev ali elite, medtem ko se drugi nanašajo na upravljanje templja, učenjake, predanost in splošno delovanje. Napisi so bili vir informacij o zgodovini, kulturi, gospodarstvu in družbeni vlogi Južne Indije. Te segajo od poznega 9. stoletja do vladavine Aditja Čola I., do zadnjih zgodovinskih iz 16. stoletja.
Zgodovinski napisi v templju so v šestih glavnih indijskih jezikih: tamilščini, sanskrtu, kanadeščini, telugu, maratščini in odiji. Veliko napisov je v črkah Grantha.
Tempelj ima veliko napisov Kulotunga I. En zanimiv epigraf je kanadeški zapis, ki navaja, da je spremstvo, ki ga je vodil kanadeški-sandhivigrahi (minister za zunanje zadeve) Čalukja Tribhuvanamala (Vikramaditja VI.), dalo nekaj donacij templju. Napis je datiran v 29. leto vladavine Kulotunga I..
Tempelj ima tudi napise Surjavamši Gajapatija iz Odiše. V enem napisu je omenjeno, da je Hamvira Deva Mahapatra, sin legendarnega Kapilendra Deva Gadžapatija, daroval templju, potem ko je agresivno vkorakal v imperij Vidžajanagara do Tiručirapalija in nato Ramešvarama. Ta napis je v tamilščini.
Nekatere mandape in hodniki tempeljskega kompleksa imajo freske, od katerih so nekatere zbledele. Te pripovedujejo hindujske legende in mitologije ali prizore, povezane z vaišnavskimi učenjaki.

### Kašče, rezervoarji in drugi spomeniki
Kompleks templja Ranganathašvami vključuje ogromne srednjeveške kotarame ali kašče. Te so zagotavljale rezerve hrane in varnost mestu templja ter oskrbo njegove kuhinje, ki je služila potrebnim popotnikom, romarjem in lokalnemu prebivalstvu. Tempelj ima številne druge strukture, ki sodelujejo in podpirajo različne vidike družbenega življenja. Nekatere mandape in tempeljski kompleksi so bili namenjeni izobraževanju, tako verskemu kot posvetnemu, na primer izobraževanju glasbenikov in plesalcev. Napisi v templju navajajo, da je v njegovih prostorih obstajala arokjašala (bolnišnica) za tiste, ki so potrebovali zdravstveno oskrbo. Več napisov iz 11. in 12. stoletja opisuje darilo zemlje za podporo recitiranju hindujskih besedil v templju in za hranjenje Šri Vaišnavov.
Tempelj ima dvanajst velikih rezervoarjev za vodo. Od teh sta Surja Puškarini (sončni bazen) in Čandra Puškarani (lunin bazen) dva največja, ki zbirata večino deževnice. Njuna skupna zmogljivost je dva milijona litrov vode.
Tempelj ima lesene spomenike, ki se redno vzdržujejo in uporabljajo za praznične procesije. Imajo zapletene rezbarije hindujskih legend, nekateri pa so prevlečeni s srebrno ali zlato folijo. Najpomembnejše tempeljske kočije so Garuda vahana, Simha vahana, Janai vahana, Kudirai vahana, Hanumantha vahana, Jazhi vahana, Seša vahana, Anapakši vahana, Otrai vahana in Prabhai vahana.

## Pomen
Tempelj Ranganathašvami je edini od 108 templjev, ki so ga opevali vsi Alvari (pesniki-svetniki gibanja Bhakti), ki ima skupaj 247 pasuram (božanskih himn) o svojemu imenu. Ačarje (guruji) vseh miselnih šol – Advaita, Višistadvaita in Dvaita priznavajo izjemen pomen templja, ne glede na njihovo pripadnost.
Naalajira Divja Prabhandam je zbirka 4000 hvalnic, ki jih je zapelo dvanajst svetnikov alvarov, razporejenih v 300 letih (od poznega 6. do 9. stoletja n. št.) in jih je zbral Nathamuni (910–990).{sfn|Mukherjee|1998|p=248}}
Tempelj je bil središče glasbenega in plesnega učenja, s številnimi mandapami, ki so kazale svoje skulpture.